# مايرا روزاليس
مايرا روزاليس (بالإنجليزية: Mayra Rosales)‏ (من مواليد 1980) هي أحد أثقل الناس على الإطلاق، واقترب وزنها من 470 كجم، ولكن وزنها حاليًا 91 كجم تقريبًا.